# Bravi tutti voi
Bravi tutti voi è un singolo della cantante italiana Levante, pubblicato il 27 settembre 2019 come terzo estratto dal quarto album in studio Magmamemoria.

## Descrizione
Il brano è stato composto interamente dalla stessa Levante.

## Video musicale
Il videoclip è stato pubblicato il 27 settembre 2019 sul canale YouTube della Warner Music Italy, accompagnando l'imminente uscita dell'album Magmamemoria il 4 ottobre.
Il video è stato girato all'interno di Villa Visconti Borromeo Arese Litta di Lainate con la regia di Jacopo Farina e vede la cantante al centro di un ballo in maschera.